# Achatocarpus
Achatocarpus is een geslacht uit de familie Achatocarpaceae. De soorten uit het geslacht komen voor in Mexico, Centraal-Amerika en in Zuid-Amerika tot in Brazilië en Argentinië.

## Soorten
- Achatocarpus balansae Schinz & Autran
- Achatocarpus brevipedicellatus H.Walter
- Achatocarpus gracilis H.Walter
- Achatocarpus hasslerianus Heimerl
- Achatocarpus microcarpus Schinz & Autran
- Achatocarpus nigricans Triana
- Achatocarpus oaxacanus Standl.
- Achatocarpus praecox Griseb.
- Achatocarpus pubescens C.H.Wright